# Solo (Iyaz)
Solo is de tweede single van Iyaz en ook de tweede single van zijn eerste studioalbum Replay.
De videoclip kwam uit op 9 april 2010. Het nummer gaat over niet samen zijn met een meisje. In de videoclip denkt Iyaz steeds dat er een meisje bij hem is, maar hij verbeeldt het zich. Solo behaalde de 20e plek en stond acht weken in de Nederlandse Top 40. In de Single Top 100 behaalde hij de 35e plek en in de Vlaamse Ultratop 50 kwam hij op nummer 44 en bleef er twee weken in staan.